# FC Midtjylland
FC Midtjylland je danski nogometni klub. Klub trenutačno nastupa u danskoj Superligi. Midtjylland ima tri satelitska kluba: danski Ikast FS, ganski F.C. Maamobi i nigerijski F.C. Ebedei. 

## Uspjesi
- Danska Superliga
  - Prvaci (4): 2014./15., 2017./18., 2019./20., 2023./24.
- Danski kup
  - Prvak (2): 2018./19., 2021./22.
  - Finalist (4): 2002./03., 2004./05., 2009./10., 2010./11.

## Umirovljeni brojevi
- 14  Mohamed Zidan, napadač, 2003./2004.
- 32  Kristian Bak Nielsen, branič, 2000./2007.

## Poznati bivši igrači
- Simon Busk Poulsen
- Rasmus Daugaard
- Simon Kjær
- Thomas Røll Larsen
- David Nielsen
- Peter Sand
- Morten Skoubo
- Peter Skov-Jensen
- Dennis Sørensen
- Christian Traoré
- Magnus Troest
- Akeem Agbetu
- Justice John Erhenede
- Adeshina Lawal
- Ayinde Lawal
- Ade Runsewe
- Razak Pimpong
- Kwadwo Poku
- Jon Knudsen
- Ola Tidman
- Serghei Dadu
- Nikola Gjoševski
- Urmas Rooba

## Hrvati u Midtjyllandu
- Kristijan Ipša
- Filip Marčić

## Vanjske poveznice
- Službene internet stranice